# Carregal do Sal
Carregal do Sal là một huyện thuộc tỉnh Viseu, Bồ Đào Nha. Huyện này có diện tích 117 km², dân số thời điểm năm 2001 là 10411 người.